# Cercenasco
Cercenasco is een gemeente in de Italiaanse provincie Turijn (regio Piëmont) en telt 1821 inwoners (31-12-2004). De oppervlakte bedraagt 13,1 km², de bevolkingsdichtheid is 139 inwoners per km².

## Demografie
Cercenasco telt ongeveer 754 huishoudens. Het aantal inwoners steeg in de periode 1991-2001 met 8,7% volgens cijfers uit de tienjaarlijkse volkstellingen van ISTAT.
| Jaar | Inwoneraantal |
| ---- | ------------- |
| 1991 | 1632          |
| 2001 | 1774          |

## Geografie
Cercenasco grenst aan de volgende gemeenten: Castagnole Piemonte, Scalenghe, Buriasco, Virle Piemonte, Vigone.
1. ↑  https://demo.istat.it/?l=it.